# Tony Anthony (attore)
Tony Anthony, all'anagrafe Roger Pettito (Clarksburg, 16 ottobre 1937), è un attore, regista, sceneggiatore e produttore cinematografico statunitense.
Nato come Roger Pettito a Clarksburg., è noto quale protagonista in una serie di film del genere spaghetti western, gran parte dei quali furono prodotti con l'aiuto dei suoi amici e soci Allen Klein e Saul Swimmer. Si tratta della serie The Stranger, con protagonista un avventuriero chiamato "lo Straniero", e che comprende Un dollaro tra i denti (1967), Un uomo, un cavallo, una pistola (1967), Lo straniero di silenzio (1968) e Get Mean (1976) - e Blindman (1971), ispirato al personaggio di "Zatōichi" .
Anthony scrisse, produsse e recitò in Comin' at Ya! (1981) e Il tesoro delle 4 corone (1983), il primo film ampiamente accreditato con l'inizio del revival dei film in 3D a Hollywood. Negli anni sessanta e settanta ebbe una lunga relazione con l'attrice italiana Luciana Paluzzi, con la quale recitò in Wounds of Hunger (1963) e Rapporto a tre (1971).

## Biografia

### Carriera cinematografica

#### Gli inizi
Con il loro amico Saul Swimmer regista, Anthony e Peter Gayle produssero il cortometraggio di mezzora per bambini The Boy Who Owned a Melephant (1959), con voce narrante dell'attrice Tallulah Bankhead. I tre divennero suoi frequenti collaboratori. Il film vinse la Foglia d'Oro al Festival Internazionale di Venezia per i film per l'infanzia. Dopo questo cortometraggio , Anthony e Swimmer sceneggiarono insieme il film indipendente, diretto da Swimmer, Force of Impulse (1961), una storia del tipo Romeo e Giulietta su un giocatore di football di scuola media superiore che diviene un rapinatore, girato a Miami Beach, e Without Each Other (1962). Anthony quindi si spostò in Italia per girare Wounds of Hunger, Le belle famiglie e La ragazza in prestito. Swimmer era andato in Inghilterra, ove fece amicizia con Allen Klein.

#### Spaghetti Western
Anthony era in Europa quando i film western di Sergio Leone facevano incassi record, ma non erano ancora stati distribuiti negli Stati Uniti: contattò quindi Klein, quindi uno dei maggiori azionisti della Metro-Goldwyn-Mayer, circa il rilascio negli Stati Uniti di Spaghetti Western, nei quali egli aveva avuto il ruolo di protagonista.
Anthony aveva anche lavorato come produttore esecutivo non accreditato sui film, avendo guadagnato insieme ad un altro americano, James Hagar, 40 000 $. Il film che Klein rilasciò era Un dollaro tra i denti (A Stranger in Town), con Anthony nella parte dello Straniero, un pistolero antieroe che aiuta un gruppo di banditi messicani a rubare oro all'esercito degli Stati Uniti e ai federali messicani per poi sganciarsi da loro prendendosi il bottino. La Trilogia del dollaro, distribuita dalla MGM in concorrenza con la United Artists con la partecipazione di Clint Eastwood, divenne a sorpresa un successo e diede origine a tre sequel nei quali Anthony riprese il proprio ruolo.
Con questi film, qualcuno percepì che Anthony-personaggio non era il tipico eroe tosto degli spaghetti western; lo Straniero era vulnerabile e infido, con un sardonico senso dello humour. Anthony ricordò che il regista Luigi Vanzi gli descriveva il carattere del suo personaggio come «un cattivo elemento, ma tu fai il bene a dispetto di te stesso. Tu non sei Gary Cooper, non sei John Wayne, non sei il cowboy del Romanzo del West, tu sei l'uomo della strada; gli spettatori possono identificarsi con te poiché tu sembri il tizio che entra nel cinema e dice: "Bene, io posso essere come lui"». Anthony stesso descrisse lo Straniero come un "cowboy sporco di miniera di carbone"- Il secondo film della serie Lo Straniero, Un uomo, un cavallo, una pistola, ha un maestro di palcoscenico come suo MacGuffin e una colonna sonora di Stelvio Cipriani, che aveva parecchie cover da parte di varie orchestre. La volontà di Anthony di cimentarsi con questo genere si manifestò all'inizio della terza serie, Lo straniero di silenzio con un'altra partitura di Cipriani.
Considerato da alcuni il primo "East-meets-West Western" (Western: l'est incontra l'ovest), precedendo Sole rosso di tre anni, la sua distribuzione fu ritardata per sette anni negli Stati Uniti a causa di una controversia tra Klein e la MGM, e non fu mai distribuito in Europa. Anthony dichiarò che il film era quello a lui meglio riuscito e lamentò i tagli apportatigli dalla MGM.
Il suo film successivo fu Blindman, una variante di "Spaghetti Western" nelle serie Zatōichi. Anthony interpreta un pistolero cieco ingaggiato per scortare 50 mogli, conosciute per corrispondenza, dai loro mariti. Allora Klein era stato il manager dei Beatles e Swimmer aveva diretto molti dei loro viddeo musicali e film concerto. Entrambi furono produttori in Blindman e la loro presenza condusse Ringo Starr ad accettare un ruolo secondario come uno dei banditi. Starr avrebbe prodotto il successivo film di Anthony, che Swimmer avrebbe diretto: un road movie intitolato Come Together. In questo film Anthony interpreta uno stuntman statunitense che lavora a uno "Spaghetti Western" a Roma. In questo film Anthony interpreta un compatriota che lavora a Roma.
Nel 1975, molto dopo lo splendere di questo genere, Anthony interpretò lo Straniero per la quarta volta in Get Mean, prodotto da Ron Schneider. Un film unico, spesso comparato a L'armata delle tenebre (Army of Darkness), di Sam Raimi. Il film è ambientato in Spagna, dove Lo Straniero deve combattere gli invasori Vichinghi e Mori, dopo avervi scortato una principessa. Il film non ebbe successo alcuno.

#### Anni in 3D
Nel 1981 Anthony ritornò agli "spaghetti" in Comin' at Ya!, di Ferdinando Baldi, un film western in 3D che egli scrisse, produsse e nel quale recitò. Per ottenere un'ampia distribuzione, Anthony progettò delle lenti di proiezione a basso costo che erano meno care di quelle convenzionali in 3D. Anthony poi recitò ancora in un film in 3D, Treasure of the Four Crowns. Annunciò quindi una science-fiction in 3D dal titolo Seeing is Believing, ma il 3D andò fuori moda, non si trovavano più finanziatori e non furono più girati film con quella tecnica.

### Fine della carriera
L'ultimo ruolo come attore per Anthony fu quello in Treasure of the Four Crowns. Egli continuò solo occasionalmente a produrre film, quali  Orchidea selvaggia (Wild Orchid) e lo "spaghetti-western" TV rilanciato Dollar for the Dead (Dollaro per il morto), dirigendo quindi una ditta di equipaggiamenti ottici che disse abbia venduto lenti per circa un milione di dollari fino alla distribuzione di Lo squalo 3 (Jaws 3-D) nel 1983.
A fine agosto 2009, Anthony annunciò di aver preso i formati in 3D e non di Comin' At Ya! e averli convertiti in 3D digitale come parte di una riedizione del film. A seguito di una mostra al Fantastic Fest ad Austin, il 25 settembre 2011, il film fu restaurato e digitalizzato per una ridistribuzione nel 30º anniversario. Anthony recitò nei teatri di tutto il Texas, iniziando il 24 febbraio del 2012.

## Filmografia

### Attore
- Force of Impulse, regia di Saul Swimmer (1961)
- Without Each Other, regia di Saul Swimmer (1962)
- Wounds of Hunger, regia di George Sherman (1963)
- La ragazza in prestito, regia di Alfredo Giannetti (1964)
- Le belle famiglie, regia di Ugo Gregoretti (1964) - (episodio "La cernia")
- Un dollaro tra i denti, regia di Luigi Vanzi (1967)
- Un uomo, un cavallo, una pistola, regia di Luigi Vanzi (1967)
- Lo straniero di silenzio, regia di Luigi Vanzi (1968)
- Rapporto a tre (Cometogether), regia di Saul Swimmer (1971)
- Blindman, regia di Ferdinando Baldi (1971)
- Piazza pulita, regia di Luigi Vanzi (1973)
- Get Mean, regia di Ferdinando Baldi (1975)
- Comin' at Ya!, regia di Ferdinando Baldi (1981)
- Il tesoro delle 4 corone (El tesoro de las cuatro coronas), regia di Ferdinando Baldi (1983)

### Sceneggiatore e produttore
- The Boy Who Owned a Melephant, regia di Saul Swimmer - cortometraggio (1959)

### Produttore
- Nella buona e nella cattiva sorte (Honeymoon Academy), regia di Gene Quintano (1989)

## Doppiatori italiani
- Claudio Sorrentino in Le belle famiglie
- Cesare Barbetti in Un dollaro tra i denti
- Giuseppe Rinaldi in Blindman
- Ferruccio Amendola in Piazza pulita